# Archieparchia Pittsburgha
Archieparchia Pittsburgha – eparchia kościoła obrządku bizantyjsko-rusińskiego w USA. Powstała w 1924 jako egzarchat apostolski. W 1963 przemianowana na diecezję Pittsburgh. W 1969 podniesiona do rangi archieparchii (do 1977 pod nazwą Munhall). Obecnym ordynariuszem jest William Skurla.

## Biskupi diecezjalni
- Basil Takach (Takacs) † (1924–1948)
- Daniel Ivancho(inne języki) † (1948–1954)
- Nicholas Thomas Elko(inne języki) † (1955–1967)
- Stephen John Kocisko † (1967–1991)
- Thomas Victor Dolinay(inne języki) † (1991–1993)
- Judson Michael Procyk † (1994–2001)
- Basil Schott, O.F.M. † (2002–2010)
- William Skurla, od 2012